# Stockum (Möhnesee)
Stockum – dzielnica (Ortsteil) wiejskiej gminy Möhnesee w powiecie Soest, w kraju związkowym Nadrenia Północna-Westfalia, w rejencji Arnsberg.

## Geografia

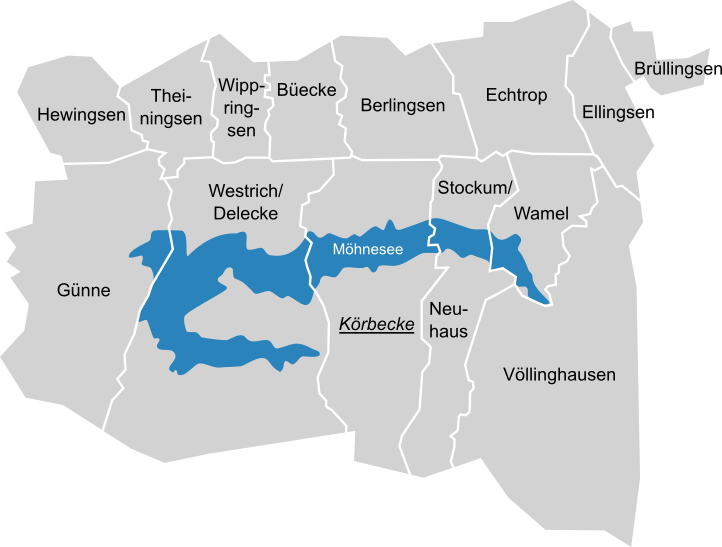
Podział administracyjny Möhnesee

Stockum leży w środkowej części gminy Möhnesee i graniczy z pięcioma innymi dzielnicami: Berlingsen, Echtrop, Wamel, Neuhaus i Körbecke. Na terenie dzielnicy znajduje się jezioro Möhnesee.

## Demografia
Według spisu ludności z grudnia 2024 roku, w Stockum mieszkało 775 mieszkańców, co stanowi 6,36% wszystkich mieszkańców Möhnesee. 398 mieszkańców to mężczyźni, a 377 to kobiety. Dla 779 mieszkańców Stockum jest głównym miejscem zamieszkania, a dla 46 drugim miejscem zamieszkania.

## Etymologia
Nazwa wsi składała się z dwóch części: Stock (niem. kij, laska) i końcówki -hém. Z biegiem lat litera "é" coraz rzadziej była używana i po usunięciu "h" na początku sylaby, końcówka nazwy przekształciła się w -um. Stockum oznacza "Osiedle w pobliżu Niederwaldu" (niem. Siedlung im/am Niederwald.

## Historia
Najstarsze udokumentowane wzmianka o Stockum pochodzi z 1036 roku. Za tamtych czasów wieś nazywała się Stokheim. Nie jest do końca pewne, czy te najstarsze dokumenty odnoszą się faktycznie do tego miejsca, iż wówczas istniało jeszcze jedno miejsce o tej samej nazwie, na terenie obecnego miasta Geseke.

### Reorganizacja gmin
Według § 1 "Name, Bezeichnung, Gebiet" zawartego w "Hauptsatzung der Gemeinde Möhnesee, Kreis Soest" (Główne statuty gminy Möhnesee, powiat Soest) Stockum jest, wraz z czternastoma innymi dzielnicami, od 1 lipca 1969 roku częścią gminy Möhnesee.

## Polityka
Od 1 listopada 2020 roku panią burmistrz (niem. Ortsvorsteher) Stockum jest Pia Peck, która jest członkiem partii CDU/CSU.